# Rustumidi
La dinastia di imam ibaditi detti Rustumidi (o Rustemidi, Rustamidi, Rostemidi) governò il Maghreb centrale (al-Maghreb al-Awsaṭ) per un secolo e mezzo (dall'VIII secolo). La sua capitale era Tahert (oggi Tiyāret, in Algeria). La dinastia fu sconfitta nel X secolo dagli Imām fatimidi. Non è ben chiaro fino a dove si estendesse il loro dominio, ma sicuramente giungeva, a est, fino al Gebel Nefusa nell'attuale Libia.

## Storia
Il ramo ibadita dei Kharigiti (Ibāḍiyya) raggiunse il Nordafrica già nel 719 d.C., quando il missionario Salma ibn Sa'd venne inviato a Qayrawan dalla jamāʿa ibadita di Bassora.  Nel 740 questi sforzi erano riusciti a convertire le maggiori tribù berbere degli Huwwara, intorno a Tripoli, dei Nefusi nel Gebel Nefusa e degli Zenata nella Tripolitania occidentale. Nel 757 (140 AH), un gruppo di quattro missionari formatisi a Bassora (tra cui vi era ʿAbd al-Raḥmān ibn Rustum) proclamarono un imamato ibadita, dando così vita ad un effimero Stato alla cui guida vi era Abū l-Khaṭṭāb ʿAbd al-Aʿlā ibn al-Samḥ, che durò fino a quando, nel 761, gli Abbasidi riuscirono a sopprimerlo, uccidendo Abū l-Khaṭṭāb ʿAbd al-Aʿlā ibn al-Samḥ. Alla sua morte, gli ibaditi della Tripolitania elessero Imām Abū l-Hātim al-Malzūzī; questi fu ucciso nel 772 dopo avere scatenato, nel 768, una seconda rivolta che non ebbe successo.
Successivamente, il centro del potere si spostò verso l'Algeria, e venne eletto imām ʿAbd al-Raḥmān ibn Rustum, un arabo convertito al kharigismo, ma di origini persiane (che era stato uno dei quattro fondatori di questo imamato); in seguito, questa carica rimase appannaggio della sua famiglia, prassi questa che gli ibaditi giustificarono sostenendo che non essendo originaria di alcuna tribù locale, questa famiglia non avrebbe avuto preferenze per questa o quella tribù all'interno dello Stato.
Il centro del nuovo imamato fu Tahert, capitale di nuova fondazione; molte tribù ibadite si trasferirono dalla Tunisia e dalla Tripolitania per stabilirsi colà, e vennero costruite solide fortificazioni a difesa della città. Essa divenne uno snodo importante nelle vie carovaniere che andavano consolidandosi tra l'Africa subsahariana e il Vicino Oriente. I viaggiatori che ne hanno lasciato una descrizione, come il sunnita Ibn al-Ṣaghīr, ricordano come essa fosse multi-religiosa, con una significativa (e leale) minoranza cristiana ed un buon numero di musulmani sunniti e di ebrei, e come vi fosse favorito un aperto dibattito religioso.
Ibn al-Ṣaghīr descrive anche l'Imām come una figura propensa all'ascesi, che aggiustava da sé la propria casa e rifiutava ogni tipo di dono; i concittadini lo avrebbero aspramente criticato se avessero avuto l'impressione che trascurasse i suoi doveri. L'etica religiosa era rigorosamente imposta per legge.
I rustumidi combatterono contro gli Aghlabidi dell'Ifrīqiya (con base a Qayrawān) nell'812, ma salvo questa parentesi, di solito riuscirono a stabilire un modus vivendi; ciò dispiacque alle tribù ibadite poste sulla frontiera col territorio aghlabide, che diedero vita a qualche ribellione.
Dopo ʿAbd al-Wahhāb, i Rustumidi si indebolirono progressivamente sul piano militare, e nel 909 vennero facilmente sconfitti dagli sciiti Fatimidi, il che spinse molti ibaditi - compreso l'ultimo imām - a fuggire ritirandosi a Sedrata presso Ouargla, da cui in seguito proseguirono fino allo Mzab, sede definitiva della loro emigrazione.

## Imam Rustumidi
- ʿAbd al-Raḥmān ibn Rustum ibn Bahram (776-784)
- ʿAbd al-Wahhāb b. ʿAbd al-Raḥmān (784-832)
- Aflah ibn Abd al-Wahhab (832-871)
- Abu Bakr ibn Aflah (871)
- Muhammad Abu l-Yaqzan ibn Aflah (871-894)
- Yusuf Abu Hatim ibn Muhammad Abi l-Yaqzan (894-897)
- Yaqub ibn Aflah (897-901)
- Yusuf Abu Hatim ibn Muhammad Abi l-Yaqzan, di nuovo (901-906)
- Yaqzan ibn Muhammad Abi l-Yaqzan (906-909)